# Tooncoonaragee Pool
Der Tooncoonaragee Pool ist ein See im Nordwesten des australischen Bundesstaates Western Australia. 
Der See liegt im Verlauf des Oakover River an der Einmündung des Woodie Woodie Creek.